# Tlingit

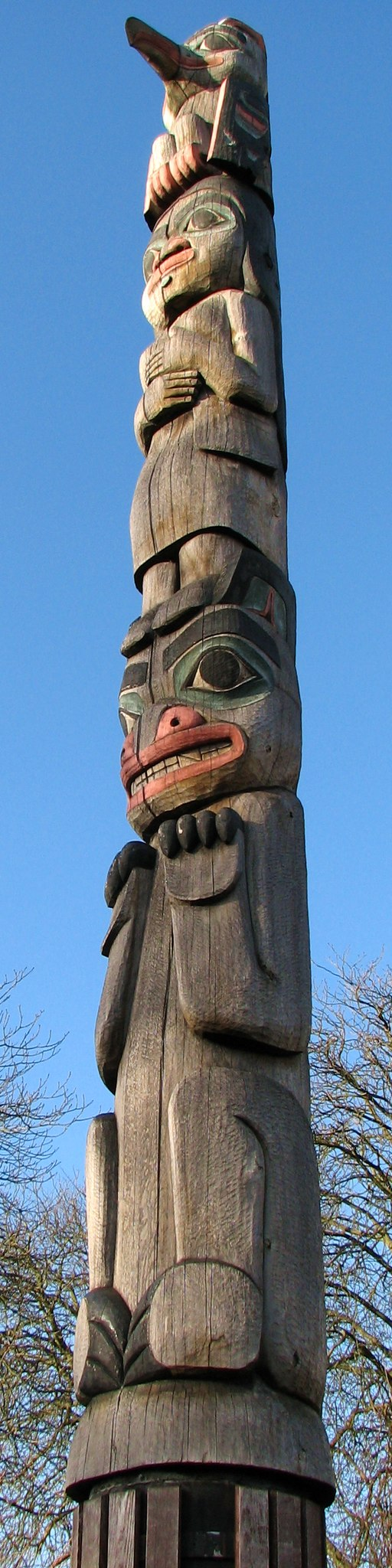
Tlingittotempåle av jättetuja, 6,1 meter hög, utanför Horniman Museum i London från 1985. Den kröns av en örn, vilken är emblemet för skulptören Nathan Jacksons huvudklan. Under finns en flicka med en handväska och en grizzlybjörn, vilket återspeglar en sägen från USA:s nordvästkust om en flicka som gifte sig med en björn.

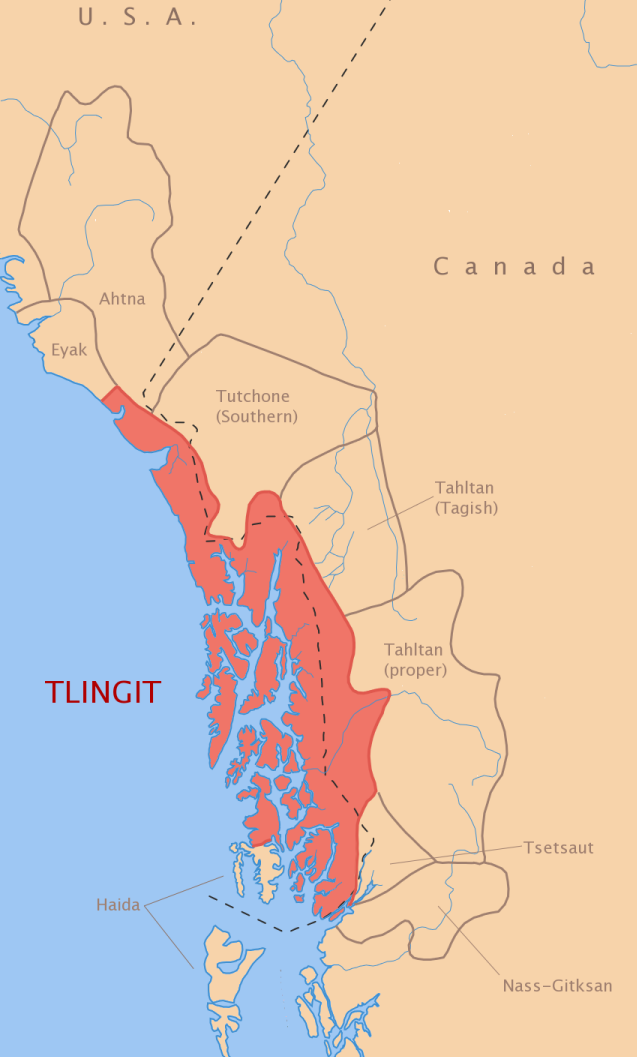
Karta över tlingits område.

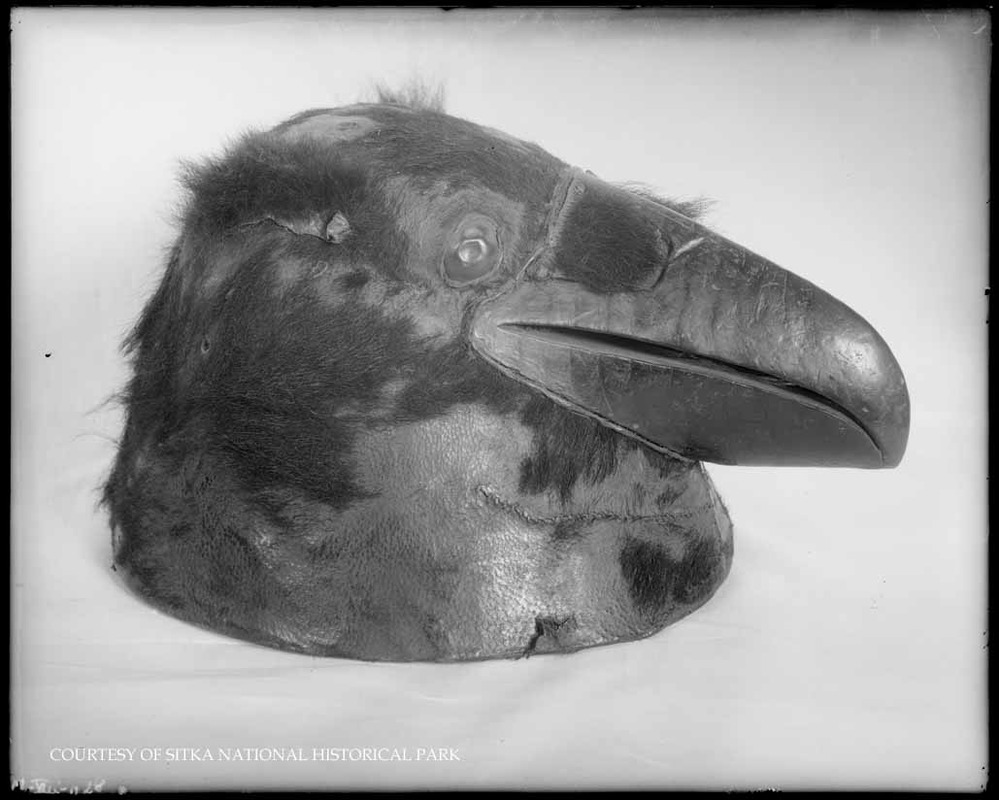
Hatt som bars av tlingithövdingen K'alyaan.

Tlingit (även stavat: Tlinkit) är ett folk i sydöstra Alaska (USA) samt British Columbia och Yukon i Kanada. Majoriteten (cirka 15 000) lever i Alaska, medan enbart 1 500 finns i Kanada. Deras språk heter också tlingit, och tillhör språkfamiljen na-dene.
Tlingiternas ekonomi är baserad på fiske, där lax utgör stapelfödan.